# ミートゥー県
ミートゥー県（ミートゥーけん、ベトナム語：Huyện Mỹ Tú / 縣美秀?）は、ベトナム社会主義共和国ソクチャン省の県。面積は368.18km²、人口は90,524人（2019年）である。

## 行政区画
1市鎮8社から構成される。